# Женская пресса в России
Женская пресса в России — российские периодические издания, адресованные женской аудитории, реализующие спектр функций, направленных на поддержание гендерной идентичности читательской среды, удовлетворение её информационных потребностей. В истории развития российской женской прессы выделяется несколько периодов: дореволюционный, советский, постсоветский.

## Дореволюционный период

### 1779 — первая половина XIX в.
Первый женский журнал открылся в 1779 г., «Модное ежемесячное издание, или Библиотека для дамского туалета» было основано журналистом, издателем Н. И. Новиковым. Журнал закрылся через год, однако в нём были продемонстрированы основные типологические и тематические особенности женской прессы. Первые женские издания ориентировались на развлечение женской аудитории посредством чтения, а также изменение её ментальных, поведенческих характеристик в соответствии с представлениями общества о роли женщины в социуме.

Женская пресса конца XVIII в. — первой половины XIX в. подразделяется на литературные женские журналы и журналы мод, домоводства и рукоделий. К первому типу изданий относятся следующие журналы:
- «Модное ежемесячное издание, или Библиотека для дамского туалета» (1779),
- «Журнал для милых, издаваемый молодыми людьми» (1804)[5],
- «Кабинет Аспазии» (1815),
- «Дамский журнал» (1823—1883),
- «Лучи» (1850—1860)[6]. Журнал «Лучи» был открыт А. О. Ишимовой, которая до этого выпускала детское издание «Звёздочка».

Второй тип представляют журналы
- «Магазин английских, французских и немецких новых мод» (1791),
- «Модный вестник» (1816),
- «Ваза» (1831—1884),
- «Гирлянда» (1846—1860) и др[7].

### Вторая половина XIX — начало XX вв.
Во второй половине XIX в. отмена крепостного права и экономические изменения привели к значительному увеличению количества работающих женщин в городах (так, только между 1860 и 1865 доля женского населения Петербурга увеличилась с 38 до 41 %). Это отразилось на росте числа женских журналов. Большинство их были посвящены вопросам женских манер, моды и ведения домашнего хозяйства. 
Появился новый тип литературно-общественного журнала:
- «Рассвет» (1859—1862) — с этим изданием сотрудничал Д. И. Писарев,
- «Женский вестник» (1866—1868)[9],
- «Друг женщин» (1882—1884).

Обсуждение женского вопроса в периодических изданиях, зарождение российского феминизма, развитие женского образования отразились на тематике женской прессы. Журналы уже не ограничивалась задачей воспитания аудитории, они были нацелены на изменение менталитета читателей. Открывается педагогическое издание для женщин «На помощь матерям» (1894—1904).
Наблюдались типологические изменения в журналах мод, домоводства, рукоделий и литературы:
- «Русская хозяйка» (1861—1862),
- «Модный магазин» (1862—1883),
- «Русский базар» (1863—1866),
- «Новый русский базар» (1867—1894),
- «Модный свет» (1868—1883) и другие.

Расширилась структура изданий: утвердился отдел фельетона — раздел светской хроники. Литературная часть журнала к окончанию периода приобрела социальный оттенок, в ней появились публикации на общественные темы, связанные с расширением сфер женского образования и труда.
В выпуске женской прессы стали активно участвовать женщины, что было следствием расширения женской профессиональной деятельности. Например, С. Мей, супруга поэта Л. А. Мея, издавала «Модный магазин». А. П. Гоппе выпускала вместе с мужем, Г. Д. Гоппе, журналы «Моды и новости», преобразованный затем в «Модный свет и модный магазин», «Новый русский базар»; после смерти супруга продолжила редактировать издание «Модный свет и модный магазин», «Новый русский базар», открыла журнал «Модистка», «Парижская мода».

### 1904—1917 гг.
В начале XX века происходит разделение женской прессы на массовую и политическую. Основными причинами, вызвавшими возникновение массовых женских литературно-общественных журналов, стали капитализация общества, развитие технического прогресса, распространение женского образования, коммерциализация прессы:
- «Женщина» (1907—1917),
- «Дамский мир» (1907—1917),
- «Женское дело» (1910—1918),
- «Журнал для хозяек» (1912—1918)[10],
- «Мир женщины» (1912—1917),
- «Журнал для женщин» (1914—1918)

Появляются женские общественно-политические журналы:
- «Женский вестник» (1904—1918),
- «Союз женщин» (1907—1909),
- «Работница» (с 1914 г.)[11].

Также в начале XX века были созданы новые издания мод, домоводства и рукоделий, рассчитанные на массовую аудиторию:
- «Ворт» (1905—1913),
- «Домашняя портниха» (1906—1908),
- «Парижанка» (1908—1910),
- «Женский мир» (1909—1911),
- «Бельё и вышивки» (1909—1916),
- «Моды для всех» (1910—1914) и другие.

Женская пресса превращается в массовый экономически эффективный тип СМИ, что объясняет её количественный рост, а также увеличение читательской аудитории. Модель массового литературно-общественного журнала учитывала интересы широкой женской аудитории, позволяла освещать различные тематические сферы: общественную жизнь, женское образование, женский труд, воспитание детей, домоводство, моду, религию и др.
Во время Первой мировой войны на короткий срок появилось два журнала, посвящённых участию женщин в войне:
- «Женщина и война» (1915)
- «Женская жизнь» (1914—1916)

Издатель «Женской жизни» А. В. Лобанов выражал надежду, что государство, увидев мужество женщин в военное время, устранит все препятствия на пути к их равноправию.

## Советский период

### 1917—1928 гг.
В советский период была сформирована система общественно-политической женской прессы. Женская периодика использовалась с целью привлечения женского населения к участию в политических, общественных, производственных процессах. В 1917—1928 гг. наблюдалось зарождение советской женской периодики. Выходили общественно-политические издания:
- для женщин-партработников («Коммунистка», 1920—1930)[13],
- для работниц («Работница», с 1914 г.),
- для крестьянок («Крестьянка», 1922—2015; «Батрачка», 1925—1929),

Массовые литературно-общественные журналы: «Журнал для женщин», «Журнал для хозяек» (1922—1926), «Женский журнал» (1926—1930) — были закрыты по политическим соображениям.
Помимо центральных политических женских журналов стали выходить местные женские издания, они открывались в крупных российских городах и столицах союзных республик.

### 1928—1945 гг.
В 1928—1945 гг. происходит формирование системы советской женской периодики. Женская пресса принимает активное участие в индустриализации, коллективизации, общественной жизни. Открывается журнал для жен-общественниц (жён инженерно-технических работников) «Общественница» (1936—1941), журнал «Работница и крестьянка»  (1932—1941; журнал был заметным явлением в советской культуре).

### 1945—1991 гг.
В 1945—1991 гг. сформировались основные типологические черты системы советской женской прессы. В её основу был положен принцип территориального деления партийного аппарата, выходили центральные журналы для женщин: «Работница», «Крестьянка», «Советская женщина» (с 1945 г.), выступавшие примером для периодики нижестоящих звеньев. Издавались республиканские женские журналы и женские издания автономных республик.

## Постсоветский период

### 90-е гг. XX в.
С начала 90-х гг. начинается новый этап в развитии женской периодики, чему способствовали политические, экономические и социальные факторы. По сравнению с предыдущим периодом структура прессы для женщин претерпела качественные изменения. В роли издателя смогли выступать коллективы редакций, издательства, акционерные общества, фирмы, объединения и организации. Основное целевое назначение изданий — оказание помощи женщине и её семье в социальной и бытовой сферах. Содержание стало ограничиваться личными, реже профессиональными интересами. Стали выходить следующие типы журналов:
- социально-бытовые («Работница», «Крестьянка»,«Женщина Дагестана»),
- семейно-бытовые («Лиза», «Домашний очаг», «Натали»),
- элитарные («Cosmopolitan», «Elle», «Harper’s Bazaar», «Marie Claire»),
- феминистские («Женское чтение», «Преображение»),
- профессиональные («Сестринское дело», «Секретарь», «Секретарь и офис»),
- религиозные («С Верой, Надеждой, Любовью», «Сестра»),
- журналы для девушек («Штучка», «Cool Girl», «Маруся»),
- специализированные по интересам («Бурда Моден», «Диана моден», «Золушка вяжет», «Валентина»)[23].

### Начало XXI в.
На современном этапе основными тенденциями развития российской женской прессы являются информационная глобализация, коммерциализация СМИ, совершенствование информационных технологий.
В роли издателя выступают международные и российские издательские дома, специализирующиеся на выпуске массовой прессы. . В настоящий момент лидерами в выпуске женских журналов являются ИД «Sanoma Independent Media», ИД «Hearst Shkulev Media», ЗАО «Издательский дом „Бурда“», ИД «Conde Nast».
Система современных российских женских журналов представлена следующими типами изданий:
- семейно-бытовыми («Лиза», «Домашний очаг», «Крестьянка»),
- элитарными («Cosmopolitan», «Elle», «Harper’s Bazaar», «Marie Claire», «Vogue»),
- для женщин с невысоким достатком («Даша», «Дарья», «Все для женщины»),
- литературными («Караван историй», «Gala. Биография»),
- для девушек («Лиза. Girl», «Elle Girl»),
- для матерей («Лиза. Мой ребёнок», «Самая. Мама, это я!»),
- посвященными женскому здоровью («Женское здоровье», «Красота & здоровье»),
- религиозными («Славянка», «Мусульманка»),
- профессиональными («Медицинская сестра», «Хороший секретарь»),
- специализированными по интересам («Burda», «Сабрина»)[24].

Расширение информационного интернет-пространства обусловило изменения в системе женских журналов: разделение сегмента женской журнальной периодики на традиционные и интернет-издания.
Женские сетевые журналы, издания функционирующие только в сети Интернет, на современном этапе дифференцированы на следующие типы: универсальные, модного стиля жизни, медицинские, религиозные, шитья, рукоделий, литературы.